# Middelburg (Hollande-Méridionale)
Pour les articles homonymes, voir Middelburg.
Ne doit pas être confondu avec Middelbourg.
Middelburg est un hameau appartenant aux communes néerlandaises d'Alphen-sur-le-Rhin, Bodegraven-Reeuwijk et Waddinxveen dans la province de la Hollande-Méridionale.
Le 1er janvier 2007, le hameau de Middelburg comptait 220 habitants.

## Histoire
Middelburg a été une commune indépendante jusqu'au 1er septembre 1855, date de son rattachement à Reeuwijk. Avant, de 1812 à 1817, Middelburg avait été rattaché à Boskoop.